# Georges Thierry d'Argenlieu
Georges Thierry d'Argenlieu, zijn religieuze naam was Louis de la Trinité, (Brest, 7 augustus 1889 – Brest, 7 september 1964) was een priester, diplomaat en een officier en admiraal in de Franse marine. Hij was een van de belangrijkste persoonlijkheden van de Vrije Fransen en de Forces navales françaises libres. Hij was de kanselier van de Orde van de Bevrijding.

## Biografie

### Vroegere carrière
Georges Thierry d'Argenlieu werd geboren in een familie van marineofficieren. Toen hij 17 jaar was ging hij studeren aan de École navale. Hij diende op het Du Chayla als een adelborst (Aspirant) en nam in 1912 deel aan de campagne in Marokko die tot het Verdrag van Fez leidde. Tijdens de campagne werd hij onderscheiden met de benoeming in het Franse Legioen van Eer en raakte hij bevriend met Hubert Lyautey, wat d’Argenlieu later als een van de gelukkigste momenten van zijn leven beschreef.

### Eerste Wereldoorlog
Tijdens de Eerste Wereldoorlog diende hij in de Middellandse Zee; in 1915 nam hij de eerste stappen om bij een kloosterorde te gaan. Hij bleef dienen bij de marine en werd in juli 1917 bevorderd tot luitenant-ter-zee (Lieutenant de vaisseau). Het volgende jaar werd hij bevelvoerend officier op een patrouilleboot, de Tourterelle.

### Religieuze carrière
Aan het einde van de oorlog studeerde hij theologie in Rome en ging bij de religieuze kloosterorde van de Ongeschoeide Karmelieten als Louis de la Trinité. Hij deed op 15 september 1921 zijn gelofte en studeerde vier jaar aan de Katholieke Universiteit van Rijsel. In 1932 werd hij Provinciaal Overste van Parijs.

### Tweede Wereldoorlog
In september 1939 werd d’Argenlieu gemobiliseerd als reserve-marineofficier en op 10 februari 1940 werd hij bevorderd in de rang van een korvetkapitein (Capitaine de corvette). Tijdens de Slag om Frankrijk tijdens de verdediging van de arsenalen van Cherbourg werd d’Argenlieu gevangengenomen. Na drie dagen ontsnapte hij van de gevangenentrein die richting Duitsland zou gaan en voegde zich op 30 juni bij Charles de Gaulle.
D’Argenlieu ging bij de Vrije Fransen om in eerste instantie te dienen als kapelaan, maar nam de taken van een marineofficier op zich met een speciale vergunning van zijn religieuze superieuren vanwege het kleine aantal marineofficieren bij de Vrije Fransen. Hij werd stafchef in juli 1940. Hij probeerde de gouverneur van Dakar die loyaal was aan Vichy-Frankrijk over te halen om zich aan te sluiten bij de Gaulle. Hij raakte op 23 september 1940 zwaargewond toen hij onder vuur werd genomen in zijn kleine en onbewapende boot tijdens de Slag om Dakar. In november leidde hij de succesvolle operaties bij de herovering van Gabon.
D’Argenlieu werd in december 1941 bevorderd tot kapitein-ter-zee (Capitaine de vaisseau) en werd kanselier van de nieuw ingestelde Orde van de Bevrijding. Op 19 juli 1943 werd hij schout-bij-nacht (Contre-amiral); hij ondernam diverse missies om de Franse kolonies onder beheer te brengen van de Vrije Fransen. In 1943 werd hij bevelvoerend officier voor de zeestrijdkrachten in Groot-Brittannië. Op 14 juni 1944 begeleidde hij de Gaulle aan boord van de Combattante naar Frankrijk en betrad samen met hem op 25 augustus Parijs.

### Eerste Indochinese Oorlog
Nadat Japan was verslagen, werd d’Argenlieu naar Frans-Indochina gezonden om met het Franse Verre Oosten Expeditiekorps het Franse gezag aldaar te herstellen. Hij werd in december 1944 gepromoveerd tot vice-admiraal (vice-amiral d'escadre) en in juni 1946 tot luitenant-admiraal (Amiral). Zijn acties raakten meer en meer controversieel en in maart 1947 werd hij vervangen door Emile Bollaert. Terug in Frankrijk werd hij inspecteur-generaal van de Marine.

### Na de oorlog
In 1958 werd hij ziek, trad af als kanselier van de Orde van de Bevrijding en trok zich terug in een klooster. Hij stierf in Brest op 7 september 1964 en werd begraven in Avrechy.

## Onderscheidingen
- Grootkruis in het Legioen van Eer[2][3]
- Orde van de Bevrijding op 29 januari 1941[4]
- Médaille Militaire[2]
- Croix de Guerre 39 - 45 met 3 Palmen[2][3]
- Croix de Guerre des Théâtres d'Opérations Extérieures (TOE) met Palm[2][3]
- Verzetsmedaille met rosette[2]
- Médaille des Blessés [2]
- Médaille du Sauvetage [2]
- Médaille du Maroc [2]
- Oorlogskruis met Palm (België)[2]
- Commandeur in de Leopoldsorde (België)[2][3]
- Ridder in de Orde van het Bad (Verenigd Koninkrijk)[2][3]

## Werken
- La Croix de la Libération, Parijs 1951
- Chroniques d'Indochine 1945-1947, Parijs 1985
- Souvenirs de Guerre: juin 1940-janvier 1941, Parijs 1973

- Bibliothèque nationale de France: cb12050704s (data)
- Gemeinsame Normdatei: 124024823
- International Standard Name Identifier: 0000 0000 8388 5377
- Library of Congress Control Number: n86041622
- Base Léonore: 19800035/610/68816
- National Archives and Records Administration: 10572169
- Nederlandse Thesaurus van Auteursnamen: 133071979
- Istituto Centrale per il Catalogo Unico: UTOV576891
- SNAC: w6pb0dr9
- Système universitaire de documentation: 028731336
- Virtual International Authority File: 64024424
- WorldCat: E39PBJcWtTGkjFP6jbDyTGx4bd